# 251e régiment d'infanterie
Le 251e régiment d'infanterie (251e RI) est un régiment d'infanterie de l'Armée de terre française constitué en août 1914 avec les bataillons de réserve du 51e régiment d'infanterie. Il est dissous à la fin de la Première Guerre mondiale, en février 1919.

## Création et différentes dénominations
- août 1914 : 251e Régiment d'Infanterie
- février 1919 : Dissous

## Chefs de corps
- août 1914 : lieutenant-colonel Delagrange[1] (mort pour la France[2])
- août - septembre 1914 : commandant Guérin[1]
- septembre 1914 : lieutenant-colonel Viguier[3]
- septembre - octobre 1914 : lieutenant-colonel Perrot[3]
- octobre 1914 - avril 1916 : lieutenant-colonel Guérin[3]
- avril 1916 - février 1918 : lieutenant-colonel Momenteau[4]
- février 1918 - février 1919 : lieutenant-colonel Deville[5]

## Historique des garnisons, combats et batailles du251eRI

### Première Guerre mondiale

#### Affectation
- 69e division d'infanterie d'août 1914 à décembre 1916
- 40e division d'infanterie de décembre 1916 à novembre 1918

#### 1914
À la mobilisation, chaque régiment d'active créé un régiment de réserve dont le numéro est le sien plus 200.
A participé aux combats à Parvilliers dans la Somme

#### 1917
- Verdun

### De 1945 à nos jours
Tradition reprise par le Centre National d'Instruction Parachutiste D'Orleans-Bricy[réf. souhaitée]

## Drapeau

Dessin du revers du drapeau du.

Il porte, cousues en lettres d'or dans ses plis, les inscriptions suivantes :
- L'Aisne 1914-1918
- Picardie 1914
- Verdun 1916-1917
- Reims 1918
- Le Chesne 1918

## Décorations

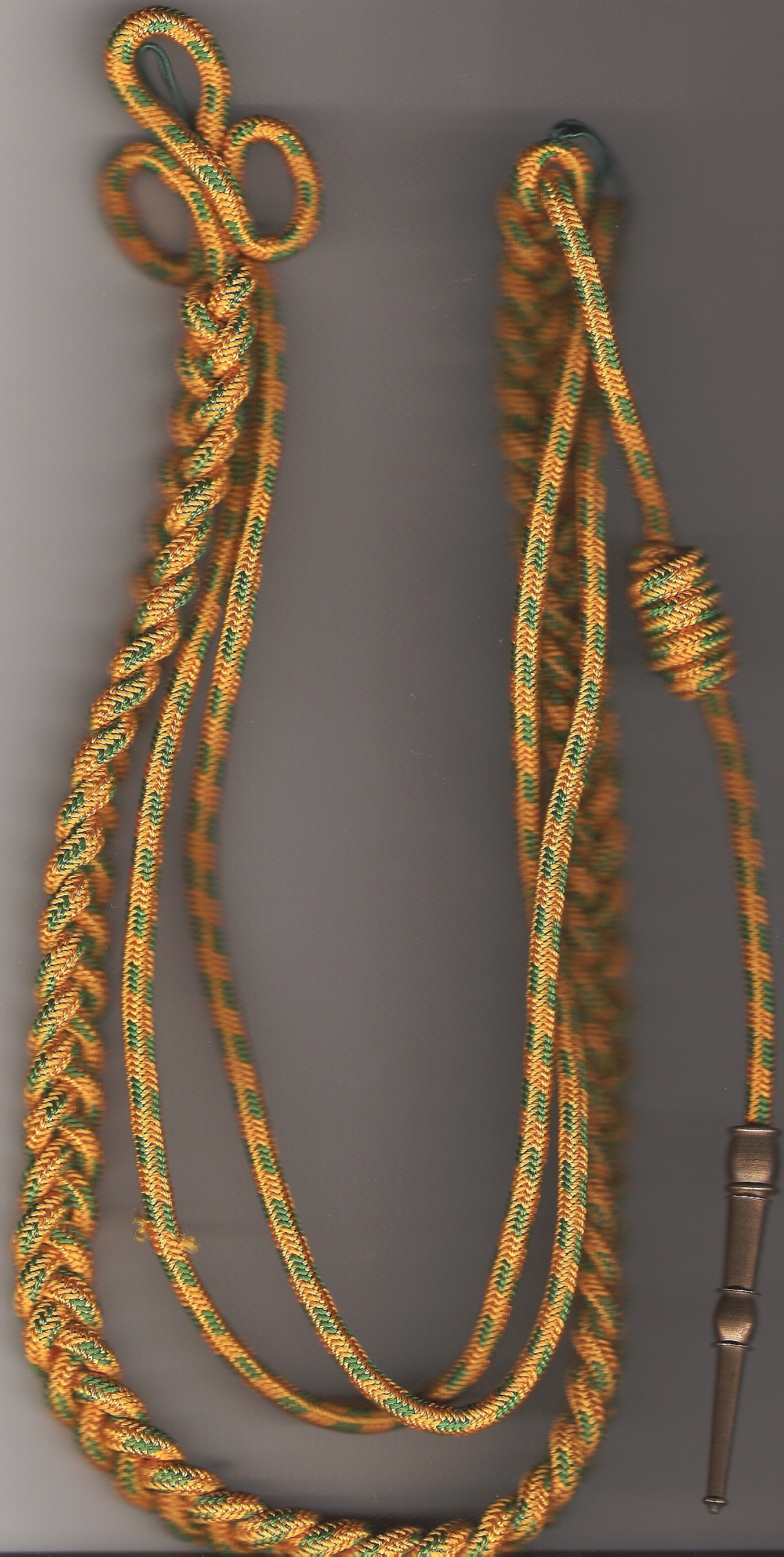
fourragère aux couleurs du ruban de la médaille militaire

Sa cravate est décorée de la Croix de guerre 1914-1918 avec quatre citations à l'ordre de l'armée et une citation à l'ordre du corps d'armée.
Le régiment a le droit au port de la fourragère aux couleurs du ruban de la Médaille militaire, décernée le 9 février 1919.